# Odonticium australe
Odonticium australe är en svampart som beskrevs av D.A. Reid 1981. Odonticium australe ingår i släktet Odonticium, klassen Agaricomycetes, divisionen basidiesvampar och riket svampar.   Inga underarter finns listade i Catalogue of Life.